# Lara Thomae
Lara Thomae (* 29. April 1993 in Nijmegen) ist eine ehemalige niederländische Skispringerin.

## Werdegang
Thomae wurde im Skigymnasium Stams ausgebildet und lebt in Nijmegen. Im August 2007 debütierte sie in Bischofsgrün im Skisprung-Continental-Cup 2007/08 und erreichte beim Mattenspringen den 48. Platz. Bei ihrem ersten Continental-Cup-Springen auf Schnee im Dezember des Jahres in Notodden konnte Thomae als 13. erste Punkte gewinnen. Es ist zugleich ihre bislang beste Platzierung in dieser höchsten Rennserie. Auch danach konnte sich die Niederländerin immer wieder in den Punkterängen platzieren, doch erreichte sie selten Ergebnisse unter den besten 20. Bei der Juniorenweltmeisterschaft 2008 in Zakopane erreichte sie den 21. Platz und 2009 in Štrbské Pleso erreichte sie den 20. Platz. Bei den ersten Nordischen Skiweltmeisterschaften 2009 für weibliche Skispringerinnen erreichte sie den Finaldurchgang und wurde in diesem am Ende 31. und damit Letzte. Bei der Juniorenweltmeisterschaft 2010 in Hinterzarten belegte sie den 15. Platz.

## Erfolge

### Continental-Cup-Platzierungen
| Saison  | Platz | Punkte |
| ------- | ----- | ------ |
| 2007/08 | 40.   | 53     |
| 2008/09 | 59.   | 19     |
| 2009/10 | 37.   | 63     |
| 2011/12 | 48.   | 23     |
| 2012/13 | 30.   | 07     |